# Оливковый дрозд
Оливковый дрозд (лат. Turdus obscurus) — вид птиц из семейства дроздовых. Подвидов не выделяют. 

## Описание
Несколько крупнее скворца. Длина тела 22—25 см, размах крыльев 35—40 см, масса 60—100 г. Выражен половой диморфизм.
У самца голова серая, над глазами — белые «брови», у клюва — небольшие белые «усы». Верх тела буровато-оливковый, грудь и бока рыжие, брюшко и подхвостье серовато-белые.
Самка более тусклая, с оливковой головой и белыми щеками. Молодые дрозды похожи на самку, но еще более бледные, с бурыми и охристыми пятнами и пестринами. Глаза тёмные, лапки и клюв серо-жёлтые.

## Песня
Подобно другим представителям рода, оливковый дрозд поёт красиво и мелодично. Песня состоит из флейтового свиста и набора тихих трелей, которые птица перемежает заимствованными звуками. Крик тревоги — «чек-чек» или «тех-тех», а также резкий суховатый треск.

## Среда обитания
Оливковый дрозд встречается от Восточной Сибири до Японии. Обитает в лесах различных типов, обычен в лиственничной и темнохвойной тайге. Зимует в Юго-Восточной Азии.
Гнездо устраивает на дереве, кусте или пне, на высоте от 1 до 6 метров. Как и у других дроздов, это массивная аккуратная постройка, состоящая из стеблей трав, тонких веточек, мха, лишайников и хвои, и обмазанная грязью.
В кладке обычно 4—6 зеленовато-голубых с тёмным крапом яиц. Подробности гнездовой биологии не изучены. Скорее всего, сроки насиживания и вылета птенцов сходны с таковыми у других дроздов.

## Наблюдение
В 2007 оливковый дрозд был замечен в Иерусалиме Птичьей обсерваторией в Иерусалиме, Израиль. Это второе описание птицы в Израиле, первый был в Эйлате, в октябре 1996 года.
В 2011 году оливковый дрозд был замечен в Австралии, недалеко от Маланды в Квинсленде. Возможно, это первое подтвержденное наблюдение вида на австралийском материке.